# Образование на Кубе
Образование на Кубе высокоразвито уже на протяжении многих лет.  
После победы кубинской революции 1959 года правительство Кастро национализировало все учебные заведения и создало единую государственную систему образования, образование стало бесплатным на всех ступенях (с начальных классов до высших учебных заведений), это закреплено в Конституции страны. Девятиклассное образование является обязательным (средним является 12-классное образование).
Школьники бесплатно обеспечиваются школьными принадлежностями и формой.
Правительство страны уделяет образовательному сектору большое внимание — Куба выделяет на государственные расходы в области образования в два раз больше денег, чем её более богатые соседи: она тратит на образование 10 % своего государственного бюджета[уточнить] (в то время как Великобритания — 4 %, а США — только 2 %, согласно данным ЮНЕСКО), а в 2008 г. бюджетные траты на образование совставили 13,6 % от ВВП.
За последние 40 лет образование было одним из главных приоритетов в политике кубинского правительства и достижения кубинцев, в условиях слаборазвитой экономики и долгосрочной непрерывной торговой блокады, выглядят ещё более впечатляющими. 
Равные возможности в получении качественного образования всеми учащимися являются ключевым фактором для объяснения того, что кубинские успехи в образовании — это не чудо или случайность, а результат многолетних согласованных усилий и обязательств правительства перед своим народом.

## История
С начала XX века существовала система государственного бесплатного 9-классного элементарного образования для детей от 6 до 14 лет (девятый класс был необязательным, остальные обязательны).
В 1932 году начальные школы (государственные и церковные) посещало 90 % детей школьного возраста.
До революции, в 1951 году неграмотными являлись 22 % взрослого населения.
После победы кубинской революции 1959 года правительство Кастро национализировало все учебные заведения и создало единую государственную систему образования.
В 1961 году началась массированная кампания по ликвидации неграмотности, ликбез был организован с двумя целями: чтобы повысить уровень грамотности населения Кубы и чтобы установить связь между городом и деревней. В результате, в 1980 году число неграмотных составляло лишь 2 %, а в 1990 году Куба стала страной сплошной грамотности; в 1995 году уровень грамотности на Кубе составлял 96 %. 
Была создана общедоступная средняя и высшая школа. В течение 60-х годов число учащихся выросло вдвое (с 717 тыс. до 1,5 млн) при росте населения на 1—2 % в год. Всего, считая все стадии образования, число людей, охваченных ими, выросло в три раза.
Сейчас образование является бесплатным на всех ступенях (с начальных классов до высших учебных заведений), это закреплено в Конституции страны. 
Девятиклассное образование является обязательным (средним является 12-классное образование).
Школьники бесплатно обеспечиваются школьными принадлежностями и формой, а в школах-интернатах — бесплатным питанием и предметами первой необходимости. Дети из неблагополучных и неполных семей получают поддержку и материальную помощь для обеспечения равных условий учёбы.
Государство несёт ответственность за структуру и деятельность образовательной системы, а также финансирует все затраты в этой сфере. 
В современном кубинском образовании присутствует сильный идеологический элемент и, согласно Конституции, образовательная и культурная политика государства основываются на марксистской идеологии.

### Участие женщин
Кубинская революция 1959 года привела к многочисленным изменениям в стране, особенно для женщин. До революции многие женщины были домохозяйками, а те, кто был вынужден работать, имели очень небольшой выбор в плане профессии. Большинство женщин в сельской местности были заняты в сельском хозяйстве, а для городских женщин практически единственными вариантами были работы домашней прислуги или проститутки. 

В августе 1960 года была основана Федерация кубинских женщин (ФКЖ), с ясной целью вовлечения всех женщин во все стороны жизни Кубы. После долгих лет невозможности как-то влиять на жизнь в стране женщины Кубы начали играть активную роль в правительстве. ФКЖ хотела видеть женщин участвующими в социальной, политической, экономической и культурной жизни Кубы. Её члены требовали, чтобы школы и школьные программы создавались с учётом возможности удовлетворения различных потребностей кубинских женщин.
Студенты и волонтёры направлялись в сельские районы, чтобы научить местных жителей читать и предоставить им информацию о текущей политике кубинского правительства. Сельские женщины получали образование и профессиональную подготовку, если они выбирали её получение в дополнение к образованию, что позволяло им затем работать вне сферы сельского хозяйства. 

Для женщин, занимающихся проституцией в городах, новым правительством были созданы программы по перевоспитанию, как только проституция была объявлена вне закона в 1961 году. Были созданы отдельные, но аналогичные по своей сути программы для горничных, предлагавшие образование и профессиональную подготовку, а также бесплатные детский сад и жильё, что давало таким женщинам полноценную возможность вернуться к нормальной жизни. Политика в отношении их здоровья фокусировалась на восстановлении психического здоровья кубинских женщин, которые ранее были угнетены на своих рабочих местах. В них также восстанавливали чувство доверия и гордости, поскольку новое правительство считало, что все женщины заслуживают уважения, даже те, что были раньше прислугами и проститутками. 
Кубинская революция привела к резкому изменению в сознании женщин, позволив им стать очень активными в своей стране, что было одной из целей руководителей революции.
В стране 1115 детских садов, которые посещает 145,1 тысячи детей. Услугами детских садов пользуются 135 тысяч работающих матерей.

## Начальноеисреднее образование
Школа считается базовым культурным учреждением. На каждую тысячу жителей приходится в целом 17,8 преподавателя. В стране действуют 9487 начальных школ, 1943 средние школы.
Кубинские школы тесно интегрированы в общество; учителя принимают активное участие в жизни детей, посещающих их школы, и строят прочные отношения с их родителями и семьями, чтобы улучшить процесс обучения. 
Общее число школьников начальной ступени — 1 028 900 детей, учащихся средних школ — 778 тысяч[когда?].
Исследование ЮНЕСКО 1998 года показало, что кубинские учащиеся имеют высокий уровень образования: кубинские учащиеся третьего и четвёртого классов набрали 350 очков, на 100 очков выше, чем в среднем по региону, в тестах на базовые знания в области языка и математики. В докладе указывалось, что результаты тестов худших учеников на Кубе были значительно выше, чем результаты лучших учеников других стран Центральной и Южной Америки, в изучаемых группах.
Исследование 1998 года является особенно интересным, поскольку впервые все страны, в нём участвовавшие, заранее согласились на утверждённый вариант системы оценок и их определения. Кроме того, исследование проводилось в разгар экономического кризиса: экономическое развитие Кубы существенно тормозилось установленным США торговым эмбарго. Куба является одной из самых бедных стран в регионе и испытывает недостаток во многих необходимых ресурсах, но, тем не менее, опережает всю Латинскую Америку по качеству начального образования с точки зрения стандартных тестов.
Куба показывает, насколько важно образование, сохраняя соотношение учеников к учителю на уровне 12 к 1, что составляет примерно половину от аналогичного показателя в других странах Латинской Америки. Кроме того, уровень неграмотности среди молодёжи на Кубе стремится к нулю, что не имеет себе равных среди всех прочих стран Латинской Америки. 

## Высшее образование
Высшее образование на Кубе дают университеты, высшие институты, высшие педагогические институты, центры высшего образования и высшие политехнические институты. В стране около 700 тыс. лиц, имеющих высшее образование (из них, около 630 тысяч человек окончили кубинские ВУЗы в период после 1959 года). Из каждых семи кубинских трудящихся один имеет диплом высшего учебного заведения. 
Министерство высшего образования (Ministerio de Educación Superior, MES) отвечает за политику государства в области вузовского и послевузовского образования. Оно контролирует сам процесс преподавания, методику, курсы, программы и выделение мест для студентов, а также специализированные курсы, предлагаемые центрами высшего образования, которые формально находятся под контролем других министерств. Все учреждения министерства имеют равный статус. 
По состоянию на начало 2006 года, на Кубе действовали Академия наук (создана в 1962 году), 4 университета и 47 образовательных учреждений высшего и среднеспециального образования
Все высшие учебные заведения страны являются государственными. Общее число студентов в них составляет около 112 тысяч граждан страны. Системой среднего и высшего вечернего и заочного образования охвачено более 100 тысяч человек. 
Гаванский университет, старейший университет страны, основан в 1728 году. Другие государственные университеты включают Аграрный университет Гаваны, Универсидад де Ориенте (основан в 1947 году) и Университет Лас-Виллас (основан в 1952 году). 
Также существуют Католический университет Санто-Томас-де Вильянуэва (основан в 1946 году), Универсидад Масоника и Универсидад де ла Саль в Нуэво-Ведадо.

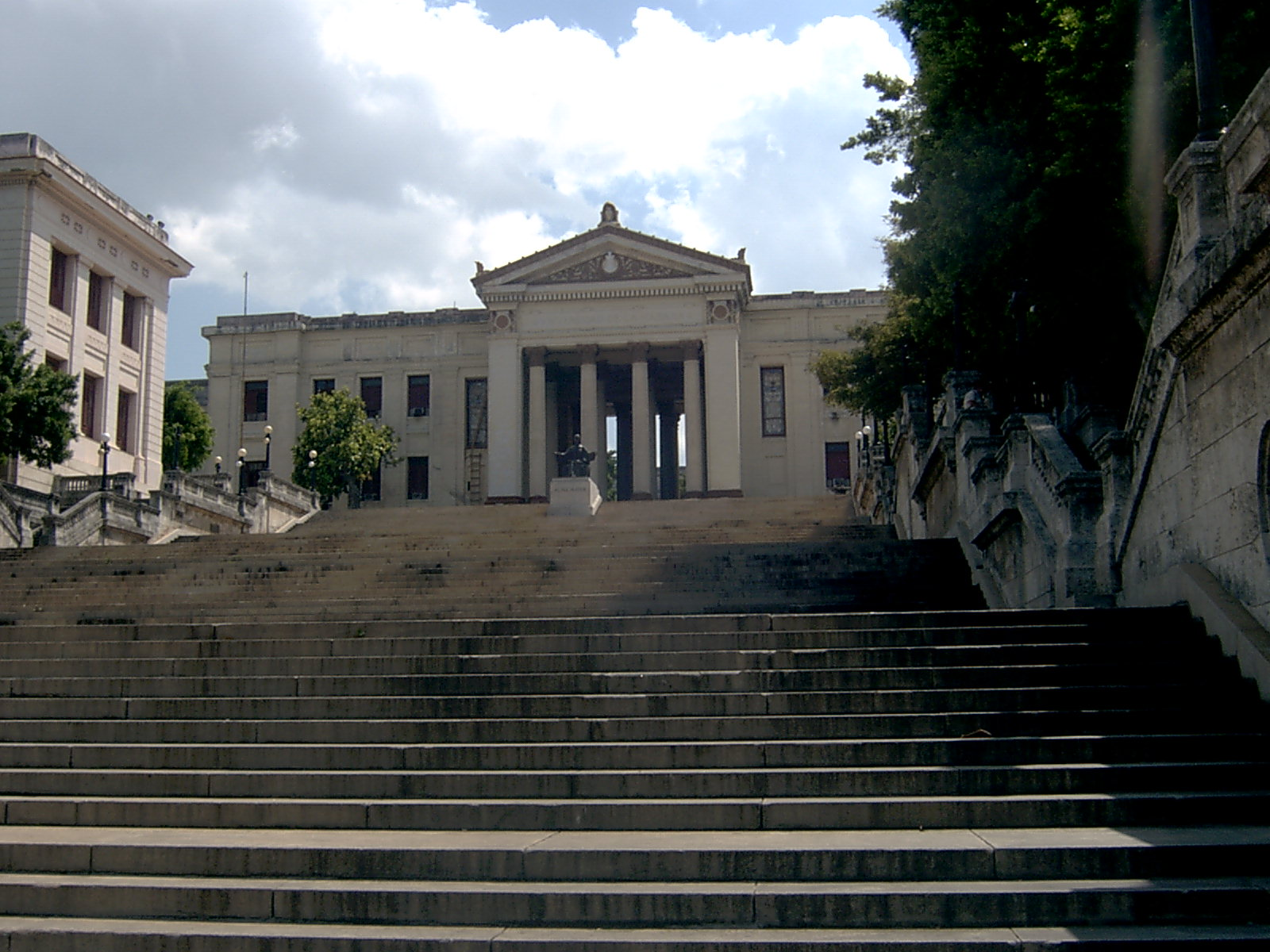
Гаванский университет, основан в 1728 году

Основным высшим учебным заведением страны является Гаванский университет, расположенный в разных частях столицы. До 1999 года там преподавался и русский язык как основной иностранный (факультет братьев Паис), работу этого факультета курировал ЦМО МГУ; после 1999 года таковым стал английский язык.
Для студентов, поступивших сразу после окончания средней школы, предназначено дневное отделение вуза, для работающих студентов — заочное и вечернее. Всем выпускникам начальной, средней, полной средней школы и техникумов гарантирована возможность продолжать учёбу, а выпускникам высших учебных заведений гарантировано право на работу.
В 1979 году кубинское Министерство высшего образования инициировало систему дистанционного образования.
Дистанционное образование предлагается в 15 центрах по всей стране, которые обеспечивают проведение регулярных послеобеденных и вечерних курсов для работающих людей. Система предлагает получение степеней по пяти специальностям: в области права, истории, научной и технологической информации, финансов и бухгалтерского учёта и экономики. Около 20 тыс. студентов обучаются по этим пяти направлениям во всех центрах страны, около 50 % из них связаны с Гаванским университетом. Эти же курсы предлагаются в качестве вечернего, воскресного и заочного обучения и обычно длятся шесть лет. 

Существуют также «подготовительные» (и тоже бесплатные) курсы, открытые для всех учащихся средних школ или выпускников высших учебных заведений.
Для поступления в университет студенты должны сдать вступительный экзамен, доказав, что они обладают требуемыми базовыми знаниями. Кандидаты на поступление на дистанционное обучение должны иметь законченное среднее образование, иметь по крайней мере один год трудового стажа, быть в возрасте от 25 до 35 лет и успешно сдать вступительные экзамены. Общими требованиями для доступа к получению высшего образования на Кубе являются следующие:
- Предоставить доказательства завершения образования более низкого уровня;
- Для мужчин — предоставить доказательства прохождения ими военной службы (закон № 75 от 1994 года) или альтернативной службы (так как некоторые люди не призываются в армию по состоянию здоровья, семейным обстоятельствам или иным причинам);
- Успешно сдать вступительные экзамены, дающие доступ к получению высшего образования, к которым относятся математика, испанский язык и литература, также история[20].

Для повышения качества высшего образования на Кубе предназначены курсы повышения квалификации, существуют более 200 учебных заведений, на базе которых проводятся эти курсы более чем по 100 специальностям.
В настоящее время приоритетными направлениями повышения квалификации специалистов с высшим образованием являются: образование; генная инженерия и биотехнология; производство медикаментов; программа производства продуктов питания; сфера туризма.

### Педагогическое образование

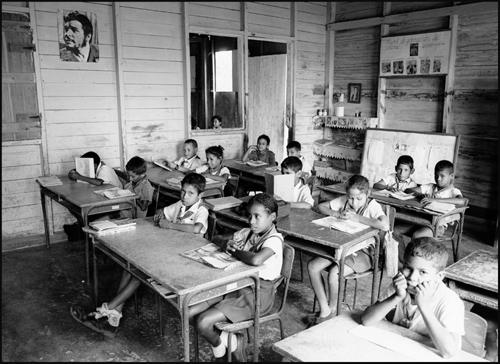
Кубинские школьники в классе школы в провинции Гуантанамо

Для подготовки учителей дошкольного, начального и среднего образования существует пятилетний курс в Institutos Superiores Pedagógicos. Их выпускники получают Licenciado en Educación Primaria (свидетельство о праве преподавать в начальной школе) или иные документы. Для приёма на такие курсы необходима степень Bachillerato. 
Студентам высших учебных заведений предлагаются специальные курсы повышения квалификации в тех местах, где они учатся, равно как и специальные педагогические курсы. Многие преподаватели являются профессионалами из областей тех или иных производств. В ряде учреждений преподаватели выбирают конкретных студентов, как это было распространено в последние десять лет, и те получают начальную педагогическую подготовку параллельно с процессом обучения.

## Международное сотрудничество
В 2002 году министр образования Уэльсской правительственной ассамблеи Джейн Дэвидсон и представители университетов Суонси и Гламорган в Уэльсе посетили Кубу, чтобы создать условия для чиновников в Великобритании и на Кубе для налаживания отношений касательно образовательных проектов.
В 2006 году Куба и Венесуэла начали совместно спонсировать образовательные программы в Эль-Паломаре, Боливия. Куба также поддерживает тесное сотрудничество в области образования с Великобританией и другими странами Европейского Союза.
В США Институт кубинских и карибских исследований, часть Тулейнского университета, установил отношения с кубинскими организациями-партнёрами с целью академического сотрудничества и обмена, развития учебных планов, культурного обмена и международного развития и диалога.
С 2023 года по 2025 год в Республике заработали восемь Центров открытого образования по изучению русского языка. В 2024 году было заключено свыше 60 соглашений между российскими и кубинскими высшими учебными заведениями, в кубинских университетах российскими вузами были открыты два геологических класса, а также Центр целевой подготовки специалистов в области энергетики и электроники. В апреле 2025 года в рамках 22-го заседания Межправительственной Российско-Кубинской комиссии по торгово-экономическому и научно-техническому сотрудничеству был дан старт работе филиала Южного федерального университета в Гаване.

### Иностранные студенты
Иностранные студенты для поступления в кубинские вузы должны иметь степень бакалавра или эквивалентную, визу и пройти обязательный курс занятий по испанскому языку (подготовительные учреждения в стране предлагают курсы испанского языка).
В 1999 году была реализована программа по привлечению изучать на Кубе медицину студентов из небогатых слоёв населения США, Великобритании, стран Латинской Америки, Карибского бассейна и Африки.
В 2000/2001 учебном году Куба разрешила 905 американским студентам въехать в страну для учёбы.
Куба предоставляет субсидируемое государством образование для иностранных граждан по специальным программам, в том числе студентам из США, которые обучаются на врачей в Латиноамериканской школе медицины. Программа предусматривает выплату полноценной стипендии и обеспечение жильём, а выпускники затем дают обещание вернуться в США и предоставлять населению недорогую медицинскую помощь.
В 2004 году на Кубе проходили обучение 3432 студента-медика из 23 стран, обучающиеся в Гаване.

## Наука

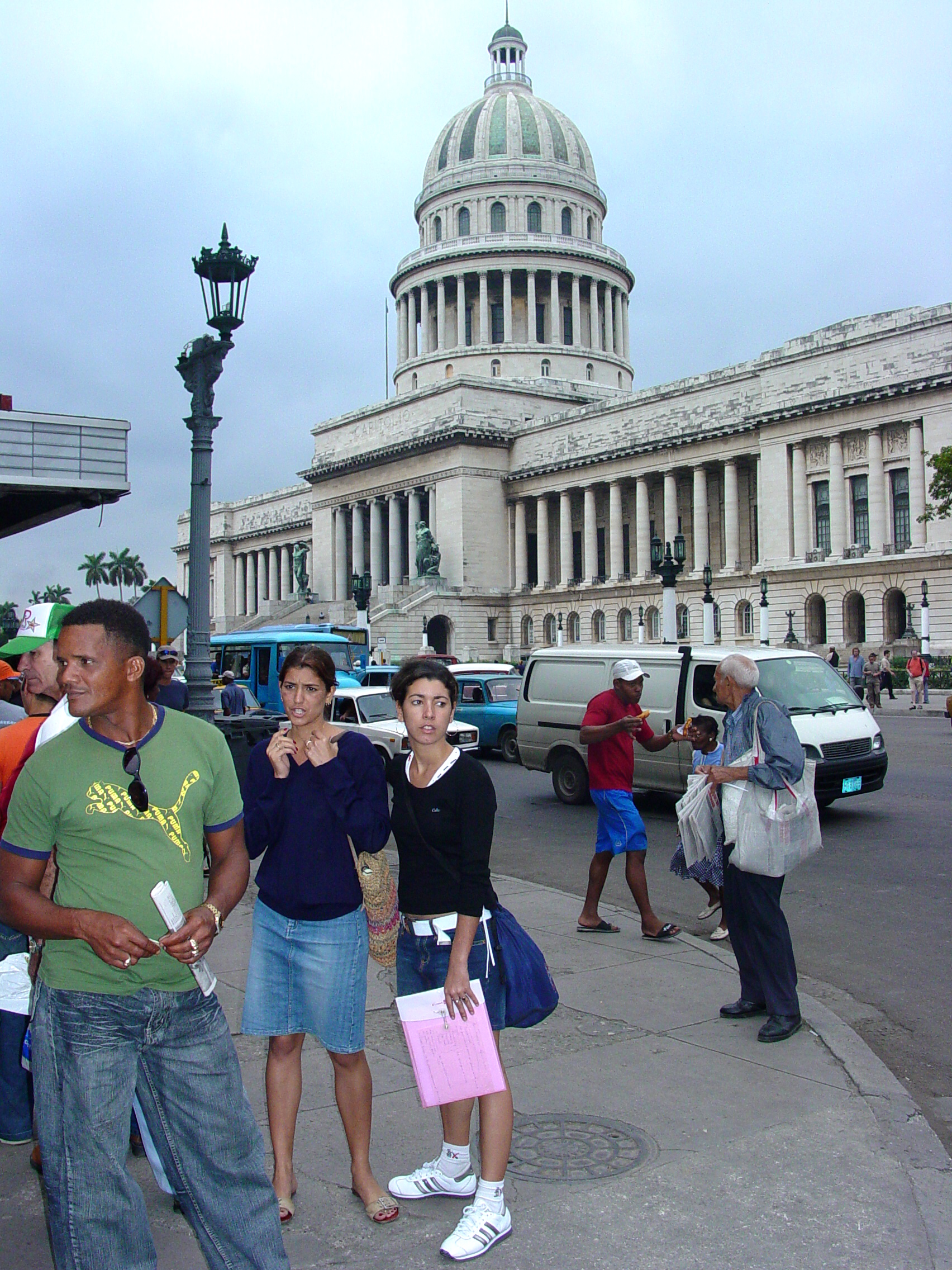
Гаванский Капитолий, Академии наук Кубы

Академия наук Кубы (создана в 1962 году, размещается в гаванском Капитолии; см. Академия наук).
На Кубе действует более 170 научно-исследовательских институтов.
Страной ассигнуются значительные средства на научные исследования, в частности, связанные со здоровьем человека, в сфере биотехнологии и генной инженерии, производства вакцин и многочисленных медикаментов; результаты этих исследований получили всеобщее признание. Все это стало возможным благодаря существованию значительных человеческих ресурсов, в том числе специалистов высокой квалификации, подготовленных в рамках национальной системы образования.
- Компьютеры в Республике Куба: в начале 1970-х разработаны первые кубинские компьютеры; для разработки национальных средств вычислительной техники в 1969 году был образован Instituto Central de Investigaciones Digitales de Cuba (ICID), в 1976 году основан Национальный институт автоматизированных систем и компьютерных технологий.